# Ibn-Rushd (cráter)
Ibn-Rushd es un cráter de impacto lunar localizado al noroeste del cráter más grande Cyrillus. Al noroeste está el cráter Kant y al norte se halla el Mons Penck, un promontorio montañoso. El cráter aparece algo erosionado, con el borde sur cubierto por un par de cráteres más pequeños denominados Cyrillus B y C. Su suelo es relativamente plano y carece de un pico central. Este cráter fue identificado como Cyrillus B antes de ser renombrado por la UAI en honor de Ibn Rushd, un polímata musulmán andalusí del siglo XII, cuyos muchos logros científicos incluyeron el estudio de la superficie lunar.
|  |